# Максим Горький (Оренбургская область)
Макси́м Го́рький — село в Кваркенском районе Оренбургской области. Входит в состав Уральского сельсовета.

## География
Село находится на расстоянии примерно 51 км (по прямой) к северо-западу от села Кваркено, административного центра района.

### Климат
Климат резко континентальный с недостаточным количеством осадков в течение года (около 350 мм). Зима (начало ноября — конец марта) умеренно холодная с устойчивыми морозами. Преобладающая дневная температура воздуха в наиболее холодные месяцы −12…−16 °C, ночная −17…−20 °C (абс. мин. −46 °C). Снежный покров устанавливается в конце ноября, толщина его к концу февраля достигает 40 см. Весна (конец марта — конец мая) в первой половине прохладная, во второй — тёплая. Снежный покров сходит в начале апреля. По ночам до конца мая возможны заморозки. Лето тёплое, преимущественно с ясной погодой. Преобладающая дневная температура воздуха 22—24 °C (абс. макс. 40 °C), ночная 14—16 °C. Периодически бывает засуха. Осень (конец августа — начало ноября) в первой половине малооблачная, тёплая. Во второй половине преобладает пасмурная погода с затяжными моросящими дождями. В конце сезона выпадает снег. Ночные заморозки начинаются с конца сентября.

### Часовой пояс
Село Максим Горький, как и вся Оренбургская область, находится в часовой зоне МСК+2. Смещение применяемого времени относительно UTC составляет +5:00.

## История
Село основано в период организации колхозов и совхозов в 1928—1932 годах.

## Население
| 2010 |
| ---- |
| 243  |

### Национальный состав
Согласно результатам переписи 2002 года, в национальной структуре населения русские составляли 56 % из 253 чел., казахи — 36 %.